# 2001 Padova
La 2001 Padova è una squadra di pallanuoto femminile della città di Padova. I colori sociali sono il bianco ed il rosso.

## La squadra

### Storia
La formazione femminile milita nel campionato di serie A2, che vanta una squadra formata in maggior parte da atlete che giocano nel settore giovanile del Plebiscito Padova.

#### Stagione 2017-2018
La squadra padovana neopromossa si riconferma in serie A2, classificandosi al settimo posto nel girone nord.

### Rosa
| N° |                   | Ruolo | Giocatore         |
| -- | ----------------- | ----- | ----------------- |
|    | Italia (bandiera) | P     | Elisa Agosta      |
|    | Italia (bandiera) | P     | Camilla Giussani  |
|    | Italia (bandiera) | D     | Sarah Zorzi       |
|    | Italia (bandiera) | D     | Luna Tognon       |
|    | Italia (bandiera) | D     | Carlotta Meggiato |
|    | Italia (bandiera) | D     | Anna Cardillo     |
|    | Italia (bandiera) | D     | Martina Gattuso   |
|    | Italia (bandiera) | A     | Lara Delli Guanti |

| N° |                   | Ruolo | Giocatore          |
| -- | ----------------- | ----- | ------------------ |
|    | Italia (bandiera) | A     | Francesca Bozzolan |
|    | Italia (bandiera) | A     | Silvia Cappadonia  |
|    | Italia (bandiera) | A     | Federica Pegoraro  |
|    | Italia (bandiera) | A     | Elena Tofanin      |
|    | Italia (bandiera) | A     | Alessia Grigolon   |
|    | Italia (bandiera) | A     | Martina Mazzolin   |
|    | Italia (bandiera) | CB    | Elena Dall'Armi    |
|    | Italia (bandiera) | CB    | Giada Mazzolin     |

| Allenatore: | Alberto Rosso |